# Agrotis melanoneura
Agrotis melanoneura är en fjärilsart som beskrevs av Edward Meyrick 1899. Agrotis melanoneura ingår i släktet Agrotis och familjen nattflyn. Inga underarter finns listade i Catalogue of Life.